# Strongylocoris leucocephalus
Strongylocoris leucocephalus (лат.) — вид клопов из семейства слепняков подсемейства Orthotylinae. 
Распространён в Палеарктике (Евразии и Северной Африке). Длина тела имаго 4—5,5 мм. Тело чёрное. Ноги, кроме лапок, голова и первый членик усиков жёлтые или красные. Питаются на колокольчиках и бубенчиках. 